# Ибрахим ад-Дисуки
Абу́ль-Маджд Ибра́хим ибн Абд аль-Ази́з ад-Дису́ки (араб. إبراهيم الدسوقي‎; 1255, Дисук — 1296, Дисук) — суфийский имам, последний из четырёх суфийских кутбов, основатель тариката дисукия.
Его нисба «ад-Дисуки» связана с городом Дисук на севере Египта, в котором он жил и умер. Что касается последователей, то они называют его Бурхан ад-Дин («Довод религии») или Абу-ль-Айнайн («Отец двух сущностей» — шариата и хакиката).
Предком ад-Дисуки со стороны отца считается Хусейн ибн Али, со стороны матери — Абу-ль-Фатх аль-Васити, который был преемником рифаитского тариката в Египте, из-за этого он с детства имел связь с суфизмом. Также на него повлиял основатель тариката шазилия Абуль-Хасан аш-Шазили, к тому же он поддерживал связь со своим современником — Ахмадом аль-Бадави, который был основателем тариката бадавия. При мамлюкском султане Бейбарсе I Ибрахим ад-Дисуки получил должность Шейх аль-ислама.
Ибрахим ад-Дисуки был из тех суфиев, кто говорил о хакикат аль-Мухаммадия («Мухаммадова истина» — исток эзотерического знания) и вахдат аш-шухуд («единство созерцания»).